# Hamodes butleri
Hamodes butleri là một loài bướm đêm trong họ Noctuidae. Loài này được Leech miêu tả khoa học lần đầu tiên năm 1900.